# Sarah Reeves (cantante)
Sarah Elizabeth Reeves (29 de abril de 1989, Athens, Alabama) es una cantante y músico estadounidense que toca principalmente un estilo de música pop cristiano.
Ha lanzado cinco extended plays y tres álbumes de estudio (dos de los cuales se lanzaron de forma independiente).

## Primeros años y vida personal
Sarah Elizabeth Reeves nació el 29 de abril de 1989, en Athens, Alabama.  Es hija de John Mark "Hershey" Reeves y Tina Key Reeves, y tiene dos hermanas menores y un hermano mayor. Una de sus hermanas menores, Mary Reeves, está en la banda Only in Stories. Su padre es un productor musical y compositor que ayudó a establecer Sound Cell Studios en Huntsville, Alabama, donde Sarah grabó su primer álbum. Reeves se convirtió en líder de alabanza a los 15 años. Está casada con Philip Kothlow, y la pareja vive juntos en Nashville, Tennessee.

## Carrera musical
La carrera musical de Reeves comenzó en 2006 con su primer lanzamiento de un sello importante, Sweet Sweet Sound, una obra extendida que fue lanzada el 21 de abril de 2009 por Sparrow Records. Esta reproducción extendida fue su gran lanzamiento en las listas de la revista Billboard, ubicándose en el puesto 19 en el listado de álbumes cristianos y en el puesto 9 en los álbumes de Heatseekers. La canción «Sweet Sweet Sound» alcanzó el puesto 27 en la lista de canciones cristianas y el 24 en la lista de canciones cristianas AC. Su siguiente obra extendida, "God of the Impossible", fue lanzada el 20 de abril de 2010 con Sparrow Records. El primer álbum de estudio, "Broken Things", fue lanzado el 26 de julio de 2011. En 2013 lanzó Christmas, una obra de teatro independiente. Su segundo álbum de estudio, "Acoustic Worship Covers Vol. 1", fue lanzado el 24 de marzo de 2014. El 14 de mayo de 2021, Belonging Co lanzó "Eyes on You" con Sarah Reeves como el segundo sencillo promocional de See the Light .

## Discografía

### Álbumes de estudio
| Título                          | Detalles del álbum                                                                             |
| ------------------------------- | ---------------------------------------------------------------------------------------------- |
| Broken Things                   | - Lanzado: 26 de julio de 2011 - Sello discográfico: Independiente - CD, Descarga de música    |
| Acoustic Worship Covers, Vol. 1 | - Lanzado: 24 de marzo de 2014 - Sello discográfico: Independiente - CD, Descarga de música    |
| Easy Never Needed You           | - Lanzado: 19 de octubre de 2018 - Sello discográfico: Curb Records - CD, Descarga de música   |
| Life Love & Madness             | - Lanzado: 9 de octubre de 2020 - Sello discográfico: Curb Records - CD, Descarga de música    |
| More the Merrier                | - Lanzado: 12 de noviembre de 2021 - Sello discográfico: Curb Records - CD, Descarga de música |

### Extended Plays
| Sweet Sweet Sound                                                            | - Lanzamiento: 19 de abril de 2009 - Label: Sparrow - CD, descarga digital                       | 19 | 8 |
| God of the Impossible                                                        | - Lanzamiento: 20 de abril de 2010 - Label: Sparrow - CD, descarga digital                       | —  | — |
| Christmas                                                                    | - Lanzamiento: 1 de diciembre de 2013 - Sello discográfico: Independiente - CD, Descarga digital | —  | — |
| Easy Never Needed You                                                        | - Lanzamiento: 27 de abril de 2018 - Sello discográfico: Curb Records - CD, Descarga digital     | —  | — |
| Let It Snow                                                                  | - Lanzamiento: 9 de noviembre de 2018 - Sello discográfico: Curb Records - CD, Descarga digital  | —  | — |
| "-" denota una grabación que no se registró o no se lanzó en ese territorio. |                                                                                                  |    |   |

### Sencillos
| Sweet Sweet Sound                                                            | 2009 | —  | 27 | 24 | Sweet Sweet Sound     |
| Mighty Wave                                                                  | 2011 | —  | —  | —  | Broken Things         |
| Lamb of God                                                                  | 2014 | —  | —  | —  | Raise Up the Crown    |
| Your Love Is Strong                                                          | 2014 | —  | —  | —  | non-album singles     |
| Waterfall                                                                    | 2014 | —  | —  | —  | non-album singles     |
| In Your Name                                                                 | 2014 | —  | —  | —  | non-album singles     |
| We Believe                                                                   | 2014 | —  | —  | —  | non-album singles     |
| Come As You Are                                                              | 2014 | —  | —  | —  | non-album singles     |
| King of All the Earth                                                        | 2014 | —  | —  | —  | non-album singles     |
| Broken Vessels (Amazing Grace)                                               | 2014 | —  | —  | —  | non-album singles     |
| God Rest Ye Merry, Gentlemen                                                 | 2014 | —  | 44 | 11 | non-album singles     |
| Nowhere                                                                      | 2017 | —  | —  | —  | Easy Never Needed You |
| Details                                                                      | 2017 | 40 | 28 | —  | Easy Never Needed You |
| Angels We Have Heard on High                                                 | 2017 | —  | 35 | 21 | Let It Snow           |
| Easy                                                                         | 2018 | 44 | —  | —  | Easy Never Needed You |
| I Love You (con Kirk Franklin)                                               | 2018 | —  | —  | —  | Easy Never Needed You |
| Right Where You Want Me                                                      | 2018 | —  | 35 | —  | Easy Never Needed You |
| Feelin' Like Christmas                                                       | 2018 | 50 | 36 | 30 | Let It Snow           |
| Anxious                                                                      | 2019 | —  | —  | —  | Life Love & Madness   |
| Just Want You                                                                | 2020 | 43 | —  | —  | Easy Never Needed You |
| Not My Style                                                                 | 2021 | —  | —  | —  | Life Love & Madness   |
| Tel Me Why (con Armin van Buuren)                                            | 2021 | —  | —  | —  | sencillo sin álbum    |
| "-" denota una grabación que no se registró o no se lanzó en ese territorio. |      |    |    |    |                       |